# 장미의 이름

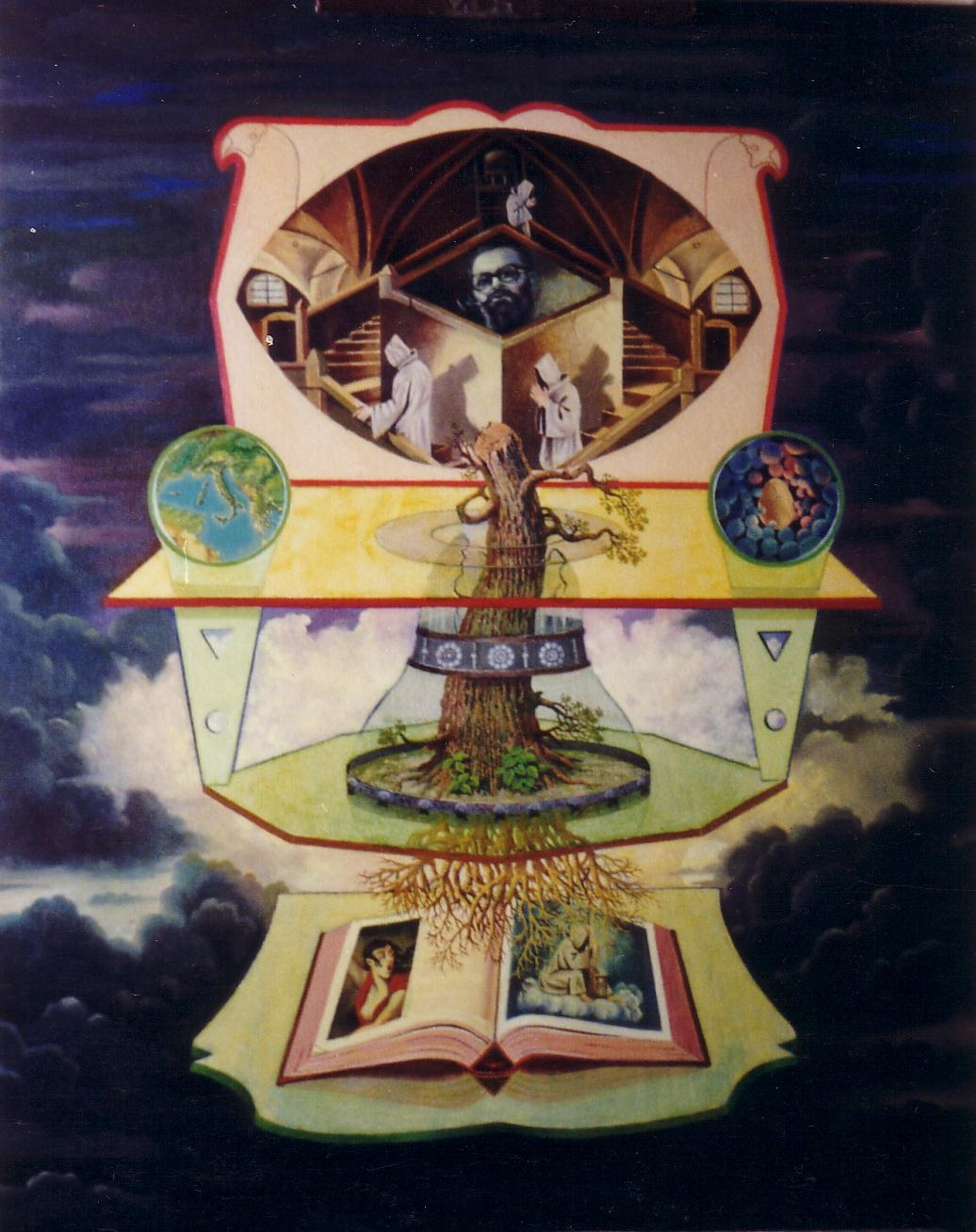

《장미의 이름》(이탈리아어: Il nome della rosa 일 노메 델라 로사[*])은 움베르토 에코의 메타 픽션 소설로 1327년 11월의 이탈리아 어느 수도원에서 벌어지는 일련의 살인 사건을 다룬다. 이 소설은 당시 교황과 황제 사이의 세속권을 둘러싼 다툼, 교황과 프란체스코 수도회 사이의 청빈 논쟁, 제국과 교황에 양다리를 걸치려는 베네딕토 수도회의 입장, 수도원과 도시 사이에 흐르는 갈등 등도 다룬다.
이 소설은 1980년 이탈리아에서 처음 출판되었다. 이윤기가 영문판을 중역한 한국어판은 1986년 5월 15일에 초판이, 1992년 6월 25일 개역판이, 2000년 7월 10일 3판이, 2006년 4월 15일 4판이 발행되었다. 1986년에는 장 자크 아노 감독, 숀 코너리 주연으로 영화화되었으며, 한국방송 토요명화에서 우리말로 더빙하여 방영하였다.

## 줄거리
프란체스코 수도회 수도사, 바스커빌 출신의 윌리엄과 그를 모시는 수련사, 멜크 수도원의 아드소는 황제측과 교황측 사이의 회담 준비를 위해 회담이 열릴 수도원에 도착한다. 원장은 윌리엄에게 그 수도원에서 있었던 의문의 죽음의 비밀을 풀어달라고 간청한다.
사건을 조사하는 동안 몇몇의 수도사들이 사망한다. 윌리엄은 이 사건의 중심에 미궁의 장서관이 있다고 보고 그곳을 조사하는 한편, 수도사들을 탐문한다.
결국 윌리엄은 여러 자료를 통한 추론으로 장서관의 밀실에 들어갈 방법을 찾아낸다. 장서관의 밀실에는 윌리엄의 예상대로 호르헤 노수도사가 앉아서 기다리고 있었다. 윌리엄과 호르헤는 마지막 논쟁을 펼친다. 장서관의 비밀을 지키려는 호르헤에 의해 장서관은 불에 휩싸인다.
본관 3층의 장서관에서 본관 전체로, 본관에서 다른 건물로 계속 불이 옮겨 붙고, 그 불은 사흘 동안 타오른다. 기독교 최대의 장서관을 자랑하던 그 수도원은 결국 폐허가 된다. 이후 아드소는 멜크 수도원으로 돌아가고 윌리엄은 흑사병 유행기에 사망한다.

## 주요 인물
스포일러가 포함되어 있다.
링크가 걸려있는 인물은 실존 인물이다.
- 배스커빌의 윌리엄 : 주인공, 영국 출신의 프란체스코 수도사. 전직 이단심문관. 로저 베이컨의 제자. 수도사답지 않게 인문학보다는 자연과학과 기호학을 내세우며, 다소 거만한 감이 있다. 해당 수도원이 화재로 폐허로 변하고 아드소와도 이별한 뒤 흑사병 유행기에 사망한다.
- 멜크의 아드소 : 소설의 서술자, 사건 당시 베네딕토 멜크 수도원의 수련사, 윌리엄의 제자.
- 포사노바의 아보 : 수도원장, 사부이자 성인으로 존경받는 철학자인 토마스 아퀴나스의 시신을 들쳐업은 것으로 유명하다. 여섯 번째 피살자로, 장서관을 찾아갔다가 기계장치에 의해 압사당한다.
- 카잘레의 우베르티노 : 베네딕토 수도원에 망명한 전프란체스코 엄격주의파 수도사, 윌리엄의 친구. 반교황파의 전설적인 인물. 베르나르 기의 간계로 인해 살해위협을 받아 도주하지만 2년 뒤 의문사한다.
- 오트란토의 아델모 : 채식장인 수도사. 베렝가리오와 동성애 관계. 첫 번째 피살자로, 동성애에 대한 죄의식을 이기지 못하고 천길 낭떠러지에서 자살한다.
- 살베메크의 베난티오 : 그리스어, 아랍어 번역가. 두 번째 피살자로, 독살된 뒤 돼지피 항아리에 처박힌채 발견된다.
- 아룬델의 베렝가리오 : 보조 사서계 수도사. 멍청하고 음탕한 동성애자로, 아델모, 말라키아와 관계했다는 소문이 떠돈다. 세 번째 피살자로, 독살된 뒤 욕장에서 발견된다.
- 장크트벤델의 세베리노 : 본초학자. 네 번째 피살자로, 윌리엄과 아드소의 수사를 돕다가 시약소에서 천구의로 살해당한다.
- 힐데스하임의 말라키아 : 사서계 수도사. 다섯 번째 피살자로, 금지된 책을 읽다가 책에 묻어있는 독에 중독되어 죽는다.
- 웁살라의 베노 : 수사학도. 지적 호기심에 목말라 한다. 세베리노가 죽은 그 날 말라키아에 의해 보조사서로 임명된다. 최후의 날 장서관에 불이 나자 불을 끄기 위해 뛰어들었다가 소사한다.
- 그로타페라타의 알리나르도 : 해당 수도원에서 가장 나이 많은 수도사. 젊었을 적 경쟁자에게 사서 자리를 빼앗긴 앙심을 가지고 있다. 약간의 노망기를 보인다. 윌리엄과 아드소는 알리나르도의 말에서 사건해결에 필요한 여러 가지 단서를 얻는 다. 최후의 날, 불길에서 도망치는 가축들을 피하지 못하고 짓밟혀 압사한다.
- 부르고스의 호르헤 : 해당 수도원에서 두 번째로 나이 많은 수도사로, 일찍이 시각장애인이 된 전직 사서. 웃음을 악마로 여기는 정신착란을 앓는 늙은이. 신학에 대한 광신과 철학에 대한 증오로 인해 아리스토텔레스의 저서들을 은폐하려 하고, 문제의 서적에 접근하려했던 수도사들을 죽음으로 몰아넣는 장본인이다. 호르헤 루이스 보르헤스가 모델인것으로 알려져 있다.
- 바라지네의 레미지오 : 식료계 수도사. 사하촌 처녀와 매춘을 하다가 발각당하고, 과거 이단 수도회와 어울린 전과가 드러나 베르나르 기에 의해 화형당한다.
- 살바토레 : 꼽추, 식료계 레미지오와 오랫동안 알고 지낸 수도사. 파란만장한 생을 살아온 그는 유럽 곳곳을 떠돌아다닌 전력 탓에 온갖 잡다한 언어가 뒤섞인 언어로 이야기한다. 여러 가지 요상한 주술을 알고 있다. 이단 심판관을 피해서 이리로 도망쳐 왔지만 베르나르 기에 의해 화형당한다.
- 모리몬도의 니콜라 : 유리 세공사. 배스커빌의 윌리엄이 안경을 도둑맞자 그의 안경을 새로 만들어 준다.
- 알렉산드리아의 아이마로 : 고문서 필사가. 매우 냉소적인 인물. 수도원장이 이탈리아인이 아닌 외국인들의 입김에 놀아나는 것에 불만을 품고 있다.
- 티볼리의 파치피코 :
- 베르나르 기 : 베르나르도 귀도니, 혹은 베르나르도 귀도. 교황측의 사절. 이단 심문관. 교황이 회담의 성사를 방해하기 위해 보낸 인물로 추정된다.
- 교황 요한 22세 : 본명은 카오르의 자크 뒤엔스. 청빈을 주장하는 수도사들을 탄압하며 신성로마제국의 황제 루트비히와 반목을 빚는 다.
- 체제나의 미켈레 : 프란체스코 수도사. 윌리엄의 친구. 어떻게 해서든 수도회들과 교황권을 중재하려고 노력하지만 실패하고 오히려 이단으로 몰리게 되자 도주한다.
- 오컴의 윌리엄 :
- 노바라의 돌치노 : 이단적인 종교단체인 '사도회'의 우두머리. 처음에는 세력을 키워 그를 따르는 신도수가 수천에 이르게 되지만 결국 '반역의 산'에서 베르첼리 주교 휘하의 군대에게 토벌당한다. 후에 연인 마르게리타와 화형당한다.
- 베르트란토 데 포제토 : 교황측 사절. 추기경. 이단심문관으로 악명을 떨친적이 있다.
- 카파의 제롤라모 : 카파의 대주교. 윌리엄은 그를 가리켜 '멍청이한 늙은이'라고 한다.
- 베렝가리오 탈로니 :
- 파도바의 알도레아 :
- 장 드 본느 :

## 관련 도서
- 《장미의 이름 작가노트》- 《장미의 이름》에 대한 작가의 창작 배경 설명. ISBN 978-89-329-0887-8
- 《장미의 이름 읽기 - 텍스트 해석의 한계를 에코에게 묻다 》 : 강유원이 이윤기에게 보낸, 이윤기의 번역에 대한 오역과 누락 지적서. 미토(2004) 발행 ISBN 978-89-90687-28-9
- 《장미의 이름의 열쇠》 : 아델 하프트, 제인 화이트, 로버트 화이트가 《장미의 이름》에 등장하는 신학 용어, 라틴어 등을 사전식으로 풀어쓴 책.